# 비타우타스

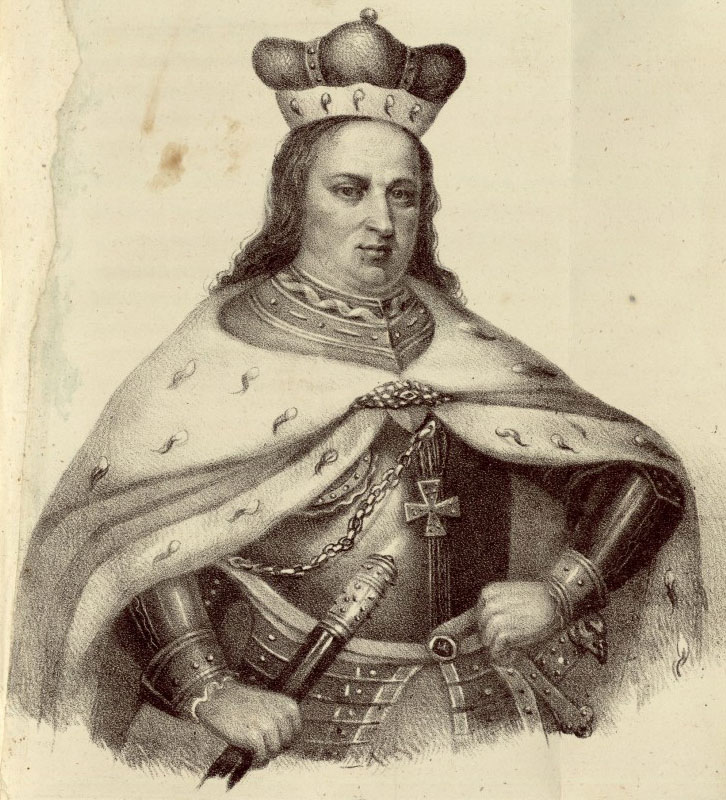
비타우타스

비타우타스(리투아니아어: Vytautas)는 리투아니아 대공국의 대공이다. 리투아니아에선 민중영웅으로 알려져있으며 리투아니아 남성 중에 해당 인물의 이름으로 많이 짓는다. 비타우타스 대공 대학도 그의 500주기를 기념하여 지어진 대학 이름이다. 사촌 요가일라와 리투아니아 대공 자리를 둘러싸고 경쟁하였다.